# Jump-up
Pour les articles homonymes, voir Jump Up.
Genres dérivés
Clownstep
La jump-up, également stylisé jump up, aussi appelé jump-up drum 'n' bass, est un sous-genre dérivé de la drum and bass, ayant émergé au milieu des années 1990. 

## Histoire
Serial Killaz, musicien du genre, explique que « le jump-up a démarré au début des années 1990, surtout grâce à des producteurs comme Roni Size, Krust, et Die. »
Le genre se popularise dans les années 2010, en Angleterre, en Allemagne et en Belgique, où de nombreux évènements et soirées jump-up sont organisés régulièrement comme les Invaderz, Bad Habitz,  Proxic, Toxic, Jump Up Cave, Underground Jump Up, Inceptionz, Alcatraz, Criticalz, Kangoo, Dnb Sewers, Broken Bass, Dymatix, Skandal, Massive,  Raveyard, Bleetfoef,  Revamped, et Chill2chill .

## Caractéristiques
Les morceaux sont typiquement enjoués, faisant usage de samples hip-hop et des lignes de basses lourdes et mélodiques. Le genre est souvent caractérisé par des lignes de basse filtrées par des LFO apportant aux basses un son wobble accompagné de boucles de batteries rythmées. Également, la jump-up possède un rythme plus clair et peu similaire aux boucles de batteries Amen et Apache. La jump-up est facilement distinguable des autres genres drum and bass et jungle par sa simplicité, avec des lignes de basse 3-tiers  qui fournissent des lignes de basse claires et épaisses communément associées au genre. 

## Artistes notables
La jump-up est notamment popularisée par le morceau Mr Happy, publié en 2007, par DJ Hazard et Distorted Mind. Il comprend aussi des artistes comme DJ Guv, Levela, Krust, Macky Gee, Majistrate, Roni Size, et SASASAS.